# 宮内敦士
宮内 敦士（みやうち あつし、1969年7月8日 - ）は、日本の俳優、声優。埼玉県出身。三木プロダクション、劇団夜想会所属。

## 経歴
浪人時代、大宮市の映画館に行ってアメリカ映画『エンゼル・ハート』を観て俳優を目指した。
同じ事務所の先輩が声優の仕事も始めており、それに便乗して、2000年頃に香港映画の吹き替えで悪役のボス役で声優としての活動を始める。

## 人物
声優としては洋画吹き替えへの出演が多く、カール・アーバンやマーク・ラファロ、ジェラルド・バトラー、クリスチャン・ベール、トム・ハーディなどを担当している。また、自身の吹き替えで印象に残っている作品・役柄には『タクシードライバー』のロバート・デ・ニーロを挙げている。
家族に妹がいる。
趣味は乗馬、バイク、映画鑑賞。特技は乗馬、殺陣。資格は普通自動車免許、大型自動二輪車、少林寺拳法二段。

## 出演（俳優）

### テレビドラマ
- パパっ子ちゃん（1992年、日本テレビ）
- 空への手紙（1999年、TBS） - 流次 役
- 宮本武蔵（2001年、テレビ東京） - 木村助九郎 役
- 大河ドラマ（NHK）
  - 北条時宗（2001年） - 近衛基平 役
  - 武蔵 MUSASHI（2003年） - 大山余五郎 役
  - 義経（2005年） - 佐藤継信 役
  - 八重の桜（2013年） - 宮部鼎蔵 役
- 月曜ミステリー劇場 外科医・零子 ハートの記憶（2001年10月22日、TBS）
- 真珠夫人（2002年、東海テレビ） - 唐沢光一 役
- 土曜ワイド劇場 覗く女 実況中継された連続殺人!（2002年8月24日、テレビ朝日）
- 新・風のロンド（2006年、東海テレビ） - 有沢健一 役
- 逃亡者 おりん 第9話「激闘!御三家の陰謀」（2006年12月22日、テレビ東京） - 鬼塚左内 役
- 相棒 Season 5 第20話「サザンカの咲く頃」（2007年3月14日、テレビ朝日） - 嶋村雅弘 役
- 鬼太郎が見た玉砕〜水木しげるの戦争〜 総員玉砕せよ!（2007年、NHK） - 水本少尉 役
- 金曜時代劇 密命 寒月霞斬り（2008年、テレビ東京） - 九一 役
- 非婚同盟（2009年、東海テレビ） - 大江周三 役
- 浪花の華〜緒方洪庵事件帳〜（2009年 - 2011年、NHK） - 弓月王 役
- ROMES/空港防御システム（2009年10月、NHK） - タジリ 役
- 坂の上の雲（2009年 - 2011年、NHK） - 藤井茂太 役
- ブラッディ・マンデイ Season2 （2010年、TBS） - 種田登 役
- ゲゲゲの女房（2010年、NHK） - 中隊長 役
- 土曜ワイド劇場 タクシードライバーの推理日誌29（2011年7月2日、テレビ朝日） - 竹村祐一 役
- 赤い糸の女（2012年、東海テレビ） - 稲垣教授 役
- 土曜ワイド劇場 おかしな刑事10（2013年6月22日、テレビ朝日） - 江口勇二 役

### 映画
- MUSASHI 外伝 ヤングムサシの秘密に迫る（1996年）※DVDタイトル「MUSASHI 宮本武蔵外伝」
- 女弁護士、犯す!（1997年）
- 新・男樹（2000年）
- 魔界転生 (2003年の映画)魔界転生（2003年）
- 油断大敵（2004年）
- 252 生存者あり（2008年）

### 舞台
- メアリー・スチュアート（1991年）
- 嫁ぐ日（1992年）
- 三人姉妹（1993年、2004年）
- カッコーの巣の上を（1994年）
- はつかねずみと人間（1996年）
- 同期の桜（1997年）
- ハムレット（1998年）
- るつぼ（2000年）
- 十二夜（2001年）
- 遙かなる都 〜平家落人伝説・安徳〜（2001年）
- ジュリアス・シーザー（2002年）
- 墓場なき死者（2003年）
- 市川海老蔵 信長（2006年）
- 幻に心もそぞろ狂おしの我ら将門（2006年）
- 松平健特別公演  美ら島伝説〜暴れん坊将軍スペシャルⅡ〜（2008年）
- 華ヤカ哉、我ガ一族 オペラカレイド（2013年）
- 華ヤカ哉、我ガ一族 オペラカレイド 〜再会〜（2013年）

## 出演（声優）
太字はメインキャラクター。

### テレビアニメ
2001年
- 旋風の用心棒（銀鮫社員）
- 星界の戦旗II（副指令）
- 名探偵コナン（2001年 - 2025年、外村丈吉、氏森勇作、島至、木島誠人）

2006年
- 結界師（2006年 - 2008年、墨村正守、ナレーション）

2007年
- DARKER THAN BLACK -黒の契約者-（リチャード・ラウ）

2008年
- 薬師寺涼子の怪奇事件簿（三芝）

2009年
- バトルスピリッツ 少年激覇ダン（レオン）
- 東のエデン（謎の男 / 物部大樹）
- ミチコとハッチン（八百屋さん）

2010年
- SDガンダム三国伝 Brave Battle Warriors（呂布トールギス）
- GIANT KILLING（羽田）
- 閃光のナイトレイド（久世）
- 四畳半神話大系（猫ラーメン店主）

2011年
- ぬらりひょんの孫 千年魔京（赤河童）

2012年
- エウレカセブンAO（ソガ）
- CØDE:BREAKER（安部）
- 新テニスの王子様（2012年 - 2024年、三船入道） - 2シリーズ
- LUPIN the Third -峰不二子という女-（ハイジャック犯A）

2014年
- 遊☆戯☆王ARC-V（ストロング石島）

2015年
- 攻殻機動隊 ARISE ALTERNATIVE ARCHITECTURE（マムロ）

2016年
- 赤髪の白雪姫（国王）
- 金田一少年の事件簿R（松島田学）
- 機動戦士ガンダムUC RE:0096（ノーム・バシリコック）
- ルパン三世 イタリアン・ゲーム（セルジオ・カルドーネ）

2017年
- ONE PIECE（2017年 - 2023年、ヴィンスモーク・ニジ）
- 血界戦線 & BEYOND（桐谷ユキトシ）

2018年
- 中間管理録トネガワ（黒崎義裕）

2019年
- ブギーポップは笑わない（黒田慎平）
- ジョジョの奇妙な冒険 黄金の風（チョコラータ）

2020年
- アルゴナビス from BanG Dream!（八甲田健三）
- 啄木鳥探偵處（澤山六郎）

2021年
- 魔術士オーフェンはぐれ旅 キムラック編（ラモニロック）
- NOMAD メガロボクス2（マック）
- ルパン三世 PART6（大道寺大佐）

2022年
- キングダム（姚賈）
- パズドラ（2022年 - 2023年、エンペラー）

2023年
- 自動販売機に生まれ変わった俺は迷宮を彷徨う（2023年 - 2025年、熊会長） - 2シリーズ
- Helck（ラファエド）

2024年
- 葬送のフリーレン（レルネン）
- メタリックルージュ（アッシュ・スタール）
- 逃げ上手の若君（高師直）

2025年
- キン肉マン 完璧超人始祖編（スニゲーター）
- 真・侍伝 YAIBA（峰雷蔵）
- 神統記（テオゴニア）（ヴェジン）

### 劇場アニメ
2009年
- 東のエデン 劇場版I The King of Eden（物部大樹）

2010年
- 超電影版SDガンダム三国伝 〜Brave Battle Warriors〜（呂布トールギス）
- 東のエデン 劇場版II Paradise Lost（物部大樹）

2013年
- 攻殻機動隊 ARISE -GHOST IN THE SHELL-（マムロ）
- ルパン三世VS名探偵コナン THE MOVIE（パイロット）

2015年
- 攻殻機動隊 新劇場版（リチャード・ウォン）

2017年
- LUPIN THE IIIRD 血煙の石川五ェ門（稲庭Jr.）

2021年
- 劇場版アルゴナビス 流星のオブリガート（八甲田健三）

2022年
- 機動戦士ガンダム ククルス・ドアンの島（エグバ・アトラー）

### OVA
- 機動戦士ガンダムUC（2010年、ノーム・バシリコック）
- 華ヤカ哉、我ガ一族 キネトグラフ（2012年、宮ノ杜正[42]）

### Webアニメ
- テルマエ・ロマエ ノヴァエ（2022年、ルシウスの父）

### ゲーム
2007年
- 結界師 黒芒楼の影（ナレーション）

2008年
- アーマード・コア フォーアンサー
- 結界師 黒芒楼襲来（墨村正守）

2010年
- 二ノ国 漆黒の魔導士（ゼルガス）
- 華ヤカ哉、我ガ一族（宮ノ杜正）
- SDガンダム三国伝 Brave Battle Warriors 真三璃紗大戦（呂布トールギス）

2011年
- SDガンダム GGENERATION（2011年 - 2016年、ノーム・バシリコック、呂布トールギス） - 2作品
- 華ヤカ哉、我ガ一族 キネマモザイク（宮ノ杜正）

2012年
- タイムトラベラーズ（神谷壮馬）
- ひとふた奇譚（巽正臣）

2013年
- 月英学園 -kou-
- 真・三國無双7 猛将伝（于禁）
- スーパーロボット大戦UX（呂布トールギス）
- TIGER & BUNNY 〜HERO'S DAY〜（アキト・ゲルギエフ）
- 華ヤカ哉、我ガ一族 黄昏ポウラスタ（宮ノ杜正）

2014年
- Vinculum Hearts 〜アイリス魔法学園〜（ディミトリアス＝ビショップ）
- 真・三國無双7 Empires（于禁）

2015年
- ガーディアンズ・ヴァイオレーション（グレゴリー・ファンハール）
- グランブルーファンタジー（2015年 - 2023年、ガンダルヴァ）
- 華ヤカ哉、我ガ一族 幻燈ノスタルジィ（宮ノ杜正）
- 華ヤカ哉、我ガ一族 モダンノスタルジィ（宮ノ杜正）

2016年
- 真・女神転生IV FINAL（オーディン）

2018年
- 真・三國無双8（于禁）
- 天涯ニ舞ウ、粋ナ花（宮ノ杜正）
- 無双OROCHI 3（于禁）

2019年
- ONE PIECE トレジャークルーズ（ヴィンスモーク・ニジ）

2020年
- ONE PIECE 海賊無双4（ヴィンスモーク・ニジ）
- エグゾスヒーローズ（バラール）
- ジョジョのピタパタポップ（チョコラータ）

2021年
- サンクタス戦記-GYEE-（デュラン）
- 真・女神転生V（オーディン）
- ウインドボーイズ！（望月崇）
- 真・三國無双8 Empires（于禁）

2022年
- ストレンジャー オブ パラダイス ファイナルファンタジー オリジン（アッシュ）
- 機動戦士ガンダム U.C. ENGAGE（エグバ・アトラー）
- ジョジョの奇妙な冒険 オールスターバトルR（チョコラータ）

2024年
- 真・女神転生V Vengeance（オーディン）

2025年
- 真・三國無双 ORIGINS（于禁）

### ドラマCD
- Serengeti 第1巻（五百蔵浬[59]）
- 劇場アニメ「テイルズ オブ ヴェスペリア〜The First Strike〜」ドラマCD（ビンセント・グリンバーグ）
- 華ヤカ哉、我ガ一族 シリーズ（宮ノ杜正）
  - 華ヤカ哉、我ガ一族 ドラマCD 「賑わいませう、星降る聖夜に」
  - 華ヤカ哉、我ガ一族 キネマモザイク ドラマCD 〜宮ノ杜とらぶる〜
  - 華ヤカ哉、我ガ一族 ドラマCD 「御杜銀座帝国最強呪いの宮ノ杜パーラー」[60]
  - 華ヤカ哉、我ガ一族 ドラマCD 「宮ノ杜兄弟創作カレー」[60]

### 吹き替え

#### 担当俳優
ヴァグネル・モウラ
- グレイマン（ラズロ・ソーサ）
- ドープ・シーフ（マニー）
- Mr.&Mrs. スミス（別のジョン・スミス）

カール・アーバン
- ALMOST HUMAN/オールモスト・ヒューマン（ジョン・ケネックス）
- ザ・ボーイズ（ビリー・ブッチャー）
- スター・トレックシリーズ（レナード・“ボーンズ”・マッコイ）
  - スター・トレック（2009）
  - スター・トレック イントゥ・ダークネス
  - スター・トレック BEYOND

- ピートと秘密の友達（ギャヴィン）
- リディック（ヴァーコ）
  - リディック: ギャラクシー・バトル

クリスチャン・ベール
- アメリカン・ハッスル（アーヴィン・ローゼンフェルド）
- エクソダス:神と王（モーゼ）
- 荒野の誓い（ジョー・ブロッカー大尉）
- バイス（ディック・チェイニー）
- フォードvsフェラーリ（ケン・マイルズ）
- マネー・ショート 華麗なる大逆転（マイケル・バーリ）
- モーグリ: ジャングルの伝説（バギーラ）

ジェイソン・クラーク
- ウィンチェスターハウス アメリカで最も呪われた屋敷（エリック・プライス）
- 猿の惑星: 新世紀（マルコム）
- ホワイトハウス・ダウン（エミール・ステンツ）

ジェラルド・バトラー
- エンド・オブ・ホワイトハウスシリーズ（マイク・バニング）
  - エンド・オブ・ホワイトハウス
  - エンド・オブ・キングダム
  - エンド・オブ・ステイツ

- カンダハル 突破せよ（トム・ハリス）
- グリーンランド -地球最後の2日間-（ジョン・ギャリティ）
- ザ・アウトロー（ニック・オブライエン）
- バニシング（ジェームズ）
- ファミリー・マン ある父の決断（デイン・ジェンセン）
- 炎のデス・ポリス（ボブ）
- ロスト・フライト（ブロディ・トランス）

ジョー・マンガニエロ
- エネミー・ライン3 激戦コロンビア（ショーン大尉）
- ホワイトカラー シーズン3 #13（ベン・ライアン）
- マンジャーレ! ノンナのレストランへようこそ（ブルーノ）

チャン・ドンゴン
- 王宮の夜鬼（キム・ジャジュン）
- V.I.P. 修羅の獣たち（パク・ジェヒョク）
- PROMISE（クンルン）※ソフト版

トーマス・クレッチマン
- キング・コング（イングルホーン）
- ヒットマン:エージェント47（ル・クラーク）
- ワルキューレ（オットー・エルンスト・レーマー少佐）

トーマス・ジェーン
- ジェシカ・アルバ ヘブンズ・ベール 〜死のバイブル〜（ジム・ジェイコブズ）
- デッド・シティ2055（ロイ）
- ミュータント・クロニクルズ（ミッチ・ハンター）

トム・ハーディ
- Audi CM『心躍る進化を。 Audi e-tron GT 誕生』
- クライム・ヒート（ボブ・サギノフスキ）
- ダンケルク（ファリア）
- チャイルド44 森に消えた子供たち（レオ・デミドフ）
- マッドマックス 怒りのデス・ロード（マックス）※ザ・シネマ版
- 欲望のバージニア（フォレスト・ボンデュラント）

ニコライ・リー・カース
- 恋に落ちる確率（アレックス・デヴィッド）
- 特捜部Qシリーズ（カール・マーク）
  - 特捜部Q 檻の中の女
  - 特捜部Q Pからのメッセージ
  - 特捜部Q カルテ番号64

バリー・ペッパー
- クロール -凶暴領域-（デイヴ・ケラー）
- メイズ・ランナー2: 砂漠の迷宮（ヴィンス）
- メイズ・ランナー: 最期の迷宮（ヴィンス）
- 法執行人: バス・リーブス（エサウ・ピアース）

ペドロ・パスカル
- キングスマン:ゴールデン・サークル（ウイスキー）
- グレートウォール（ペロ・トバール）
- メンタリスト シーズン6 #16, #18 - #22、シーズン7 #1（マーカス・パイクFBI特別捜査官）

マーク・ラファロ
- アダム&アダム（ルイス・リード）
- グランド・イリュージョン（ディラン・ローズ）
  - グランド・イリュージョン 見破られたトリック

- スポットライト 世紀のスクープ（マイク・レゼンデス）
- はじまりのうた（ダン）※機内上映版
- マーベル・シネマティック・ユニバース（ブルース・バナー / ハルク）
  - アベンジャーズ
  - アイアンマン3
  - アベンジャーズ/エイジ・オブ・ウルトロン
  - マイティ・ソー バトルロイヤル
  - アベンジャーズ/インフィニティ・ウォー
  - キャプテン・マーベル
  - アベンジャーズ/エンドゲーム
  - ホワット・イフ...?
  - シャン・チー/テン・リングスの伝説
  - シー・ハルク:ザ・アトーニー

マイケル・シャノン
- ノクターナル・アニマルズ/夜の獣たち（ボビー・アンディーズ警部補）
- フランク&ローラ 魔性のレシピ（フランク・ライリー）
- プレミアム・ラッシュ（マンデー刑事）
- ボードウォーク・エンパイア 欲望の街（ネルソン・ヴァン・ウォルジン）

マイケル・ファスベンダー
- ザ・キラー（ザ・キラー）
- それでも夜は明ける（エドウィン・エップス）
- 名探偵ポワロ 葬儀を終えて（ジョージ・アバネシー）※NHK版

ミケール・ビアクケーア
- コペンハーゲン/首相の決断（フィリップ・クリステンセン）
- THE KILLING/キリング シーズン2（ウルレク・ストランゲ）
- THE BRIDGE/ブリッジ ファイナルシーズン（ヨナス・マンドロップ）

ルイス・クー
- アクシデント（ブレイン）
- エレクション（ジミー）
- 強奪のトライアングル（ファイ）
- レクイエム 最後の銃弾（チャウ）

ローガン・マーシャル＝グリーン
- クォーリーと呼ばれた男（マック・コンウェイ）
- 砂の城（ハーパー軍曹）
- デビル（トニー・ジェンコウスキー）

#### 映画（吹き替え）
- アイ・フィール・プリティ! 人生最高のハプニング（イーサン〈ロリー・スコヴェル〉[90]）
- 明日に向って撃て!（自転車セールスマン）※スター・チャンネル版
- アラジン（ハキーム〈ヌーマン・アジャル〉[91]）
- アレクサンドリア（アンモニオス〈アシュラフ・バルフム〉）
- 意表をつくアホらしい作戦（チェビー・チェイス〈ジョエル・マクヘイル〉）
- インクハート/魔法の声（モー〈ブレンダン・フレイザー〉）
- イングロリアス・バスターズ（マルセル〈ジャッキー・イド〉、ペリエ・ラパディット〈ドゥニ・メノーシェ〉）
- インパクト・アース（ティム・ハリソン〈バーナード・カリー〉）
- インファーナル・マシーン（ブルース〈ガイ・ピアース〉）
- インファナル・ディール 野蛮な正義（ジェシー・ウェイランド〈マット・ディロン〉）
- インフェルノ（教授〈フィリップ・アルディッティ〉）
- WIN WIN ダメ男とダメ少年の最高の日々（テリー・デルフィノ〈ボビー・カナヴェイル〉）
- ウェズリー・スナイプス コンタクト（ザ・ハンター〈ウェズリー・スナイプス〉）
- ウォーター・ホース（ルイス・モーブリー〈ベン・チャップリン〉）
- エアレース（ディードリッヒ機長）
- エネミー・ライン4 ネイビーシールズ最前線（ケース〈レックス・シュラプネル〉[92]）
- エンドレス・アフェア（ツォウ〈フランシス・ン〉）
- オープン・グレイヴ 感染（男〈シャールト・コプリー〉）
- 俺たちダンクシューター（クラレンス・コーヒー・ブラック〈アンドレ・3000〉）
- オン・ザ・カム・アップ（シュプリーム〈メソッド・マン〉）
- 怨霊の森（保安官〈ゴードン・カリー〉）
- ガリバー旅行記（ホレイショ〈ジェイソン・シーゲル〉[93]）
- カリフォルニア・ディストラクション（ハンク〈レイン・タウンゼンド〉）
- キス・オブ・ザ・ドラゴン ※テレビ東京版
- キッズ・ミッション（ヨーナス〈マッズ・ラブン〉）
- キャプテン・アメリカ/ザ・ファースト・アベンジャー（ジェームズ・モントゴメリー・ファルスワース〈JJ・フィールド〉）
- キャプテン・フィリップス（フランク・カステラーノ艦長〈ユル・ヴァスケス〉[94]）
- 恐怖の報酬（アレックス〈アルバン・ルノワール〉）
- キングダム・オブ・ヘブン（イギリス騎士〈ケヴィン・マクキッド〉）
- キンダガートン・コップ2（サンダース捜査官〈ビル・ベラミー〉）
- グッドナイト&グッドラック（ジョー・ワーシュバ〈ロバート・ダウニー・ジュニア〉）
- くるみ割り人形と秘密の王国（シュタールバウム氏〈マシュー・マクファディン〉[95]）
- クレイジーズ（ラッセル・クランク〈ジョー・アンダーソン〉）
- コードネーム U.N.C.L.E.（イリヤ・クリヤキン〈アーミー・ハマー〉）
- 恋する神父
- 恋する輪廻 オーム・シャンティ・オーム（オーム・プラカージュ・マッキージャ / オーム・カプール〈シャー・ルク・カーン〉）
- ココシリ（リウ〈キィ・リャン〉）
- コンテイジョン（アラン・クラムウィード〈ジュード・ロウ〉）
- 最高の家族の見つけかた（ジョン・ホーラー〈ジョン・クラシンスキー〉）
- 最低で最高のサリー（ダスティン〈マイケル・アンガラノ〉）
- サイレント・アイランド 閉じ込められた秘密（ベイラー〈ダミアン・ルイス〉）
- ザ・カプセル 米英ソ・大攻防戦（ガイ・テイラー〈エドムンド・キングズレー〉）
- ザ・サイレンス 闇のハンター（ヒュー〈スタンリー・トゥッチ〉）
- ザ・スカルズ 秘密結社:権力の図式（ロジャー・ロイド〈ブライス・ジョンソン〉）
- 殺人の告白（チェ・ヒョング〈チョン・ジェヨン〉）
- ザ・ドア 交差する世界（ダヴィッド・アンデルナッハ〈マッツ・ミケルセン〉）
- ザ・リディーマー（パルド〈マルコ・サロール〉）
- JSA（イ・スヒョク〈イ・ビョンホン〉）※日本テレビ版
- 四角い恋愛関係（クープ〈ダレン・ボイド〉）
- 6アンダーグラウンド（スリー〈マヌエル・ガルシア＝ルルフォ〉）
- ジャスティン・ビーバー ネヴァー・セイ・ネヴァー ディレクターズ・カット（スクーター・ブラウン）
- ジャングル・クルーズ（アギーレ〈エドガー・ラミレス〉[96]）
- ジョニー・イングリッシュ 気休めの報酬（サイモン・アンブローズ〈ドミニク・ウェスト〉）
- ジョン・カーター（ジョン・カーター〈テイラー・キッチュ〉）
- シルバラード（エメット〈スコット・グレン〉）※VOD版
- 新感染 ファイナル・エクスプレス（ホームレス〈チェ・グィファ〉[97]）
- スーサイド・スクワッド（リック・フラッグ大佐〈ヨエル・キナマン〉）
  - ザ・スーサイド・スクワッド “極”悪党、集結[98]）
- 推理作家ポー 最期の5日間（フィールズ刑事〈ルーク・エヴァンズ〉）
- 杉原千畝 スギハラチウネ（ニシェリ）
- スペース カウボーイ（イーサン・グランス〈ローレン・ディーン〉）※日本テレビ版
- ソプラノズ ニューアークに舞い降りたマフィアたち（ジョニー・ソプラノ〈ジョン・バーンサル〉[99]）
- ゾンゲリア（ダン〈ジェームズ・ファレンティノ〉[100]）
- ターザン:REBORN（ジョンの父〈ハドリー・フレイザー〉[101]）
- ターミネーター4（バーンズ〈コモン〉）
- ダイ・ハード/ラスト・デイ（コリンズ〈コール・ハウザー〉）
- タイフーン/TYPHOON（カン・セジョン〈イ・ジョンジェ〉）※テレビ朝日版
- タクシードライバー（トラヴィス・ピックル〈ロバート・デ・ニーロ〉）※ソフト版
- 旅するジーンズと19歳の旅立ち（イアン〈トム・ウィズダム〉）
- ダブル -完全犯罪-（ジョン・ネルソン〈キューバ・グッディング・ジュニア〉）
- ダンシング・クィーン（ファン・ジョンミン〈ファン・ジョンミン〉）
- 沈黙の激突（ランベール刑事）
- ディープ・インパクト2016（スティーヴ・トーマス〈マーク・ラッツ〉）
- テイキング・ライブス（パーケット〈オリヴィエ・マルティネス〉）※ソフト版
- ディレイルド 暴走超特急（アンガス）
- デスパレート 愛されてた記憶（ヤン・ルイ〈リウ・ユンロン〉）
- デッド・メアリー 鮮血浴（ベーカー）
- 天使VS悪魔（テオ・アロヨ）
- 天命の城（イ・シベク〈パク・ヒスン〉）
- DOOM（ゴート〈ベン・ダニエルズ〉）
- トゥームストーン/オーバーキル（ジャクソン・ブーマー大佐〈ジェイク・ビジー〉）
- トップガン（クーガー〈ジョン・ストックウェル〉）※日本テレビ版
- トランスフォーマー/リベンジ（グラハム〈マシュー・マースデン〉）
- トランスフォーマー/ダークサイド・ムーン（ニール・アームストロング〈ドン・ジーンズ〉）
- ドランのキャデラック（ドラン〈クリスチャン・スレーター〉）
- トルネード 地球崩壊のサイン（ブルーノ・マインドルフ）※テレビ朝日版
- ナイト・オブ・ザ・スカイ（スタン大佐）
- ネイビーシールズ 全滅領域（ブラッド・パクストン〈ゲイリー・ドゥーダン〉）
- NOPE/ノープ（アントレス・ホルスト〈マイケル・ウィンコット〉[102]）
- ハーツ・ビート・ラウド たびだちのうた（フランク・フィッシャー〈ニック・オファーマン〉）
- パーフェクト・ガイ（カーター・ダンカン〈マイケル・イーリー〉）
- 灰色グマの一生（モキ〈ジョン・イェスノ〉）※NHK-BS2版
- バイオハザードV リトリビューション（レオン・S・ケネディ〈ヨハン・アーブ〉）※劇場公開版
- ハウス・オブ・ザ・デッド2（ダルトン）
- パウロ 愛と赦しの物語（ルカ〈ジム・カヴィーゼル〉）
- ハリー・ポッターと賢者の石（動物園の蛇、フィレンツェ）
- ハリウッドランド（ジャック・パターソン〈ダッシュ・ミホク〉）
- バレンタインデー（ホールデン〈ブラッドリー・クーパー〉）
- ハングリー・ラビット（サイモン〈ガイ・ピアース〉）
- ビースト（マーティン・バトルズ〈シャールト・コプリー〉）
- 人喰い怪物 ゴブリン（ニール・パーキンス〈ギル・ベローズ〉）
- ファウンダー ハンバーガー帝国のヒミツ（ロリー・スミス〈パトリック・ウィルソン〉）
- ファスト・コンボイ（アレックス〈ブノワ・マジメル〉）
- フォトグラフ（アイザック・ジェファーソン〈ロブ・モーガン〉）
- ブラッド（ビショップ〈ジェームズ・ダーシー〉）
- ブラッド・ウェポン（マン・ヨン〈ニコラス・ツェー〉）
- ブラッド・スローン（ジェイコブ・“マネー”・ハーロン〈ニコライ・コスター＝ワルドー〉）
- フリア よみがえり少女（ダニエル〈ファン・ディエゴ・ボト〉）
- プリズン・エクスペリメント（フィリップ・ジンバルドー教授〈ビリー・クラダップ〉）
- プリティ・プリンセス（パトリック・オコーネル）
- プリティ・プリンセス2/ロイヤル・ウェディング（パトリック・オコーネル）
- フレディVSジェイソン（マーク〈ブレンダン・フレッチャー〉）※ソフト版
- プレデターズ（ホーク〈キャスパー・ヴァン・ディーン〉）
- ヘイトフル・エイト（ジョー・ゲージ〈マイケル・マドセン〉）
- ベストマン 最強の介添人（カル〈ルーク・ウィルソン〉[103]）
- ボーン・レガシー（ゼヴ・ヴェンデル〈コリー・ストール〉）
- マーズ・オデッセイ（フォスター〈レイン・タウンゼンド〉）
- マローダーズ 襲撃者（ブライアン・ミムス刑事〈ジョナサン・シェック〉）
- Mr.&Mrs. スミス（ジョン・スミス〈ブラッド・ピット〉）※機内上映版
- ミッション:インポッシブル/ゴースト・プロトコル（ウィストロム〈サムリ・エーデルマン〉）
- ミッション:インポッシブル/ローグ・ネイション（ヤニク・ヴィンター〈イェンス・フルテン〉）
- LOVERS（ジン〈金城武〉）※テレビ朝日版
- ラスト・ナイツ（皇帝〈ペイマン・モアディ〉）
- ラストフロント -1944英米連合軍マーケット・ガーデン作戦-（ロバート・オーツ〈ビリー・ゼイン〉）
- ラ・ワン（シェカル / Gワン〈シャー・ルク・カーン〉）
- リザレクション
- リディック: ギャラクシー・バトル（サンタナ〈ジョルディ・モリャ〉）
- Re:プレイ（ピーター・ケーブル〈ロバート・ショーン・レナード〉）
- 猟奇的な彼女
- リンカーン（ギデオン・ウェルズ海軍長官、アイラ・クラーク〈デヴィッド・オイェロウォ〉、ユリシーズ・S.グラント合衆国陸軍総司令官〈ジャレッド・ハリス〉）
- レジェンド・オブ・アロー（コンラッド〈アダム・ライアン〉）※NHK版
- ローン・レンジャー（ダン・リード〈ジェームズ・バッジ・デール〉）
- 私にだってなれる! 夢のナレーター単願希望（グスタフ〈ケン・マリーノ〉）
- ワン・ミス・コール（ジャック・アンドリュース〈エドワード・バーンズ〉）

#### ドラマ
- iゾンビ（ラヴィ・チャクラバーティ〈ラフル・コーリ〉）
- アガサ・クリスティー ABC殺人事件（フランクリン・クラーク〈アンドリュー・バカン〉[104]）
- アストリッドとラファエル3 文書係の事件録 #7（アントワーヌ・ビュラン〈グザヴィエ・マチュー〉）
- ALCATRAZ/アルカトラズ #7（ジョニー・マッキー〈アダム・ローゼンバーグ〉）
- アレックス・クロス ～狙われた刑事～（アレックス・クロス〈オルディス・ホッジ〉）
- イ・サン（パク・テス〈イ・ジョンス〉）
- インポスターズ 美しき詐欺師たち（パトリック〈スティーヴン・ビショップ〉）
- WITHOUT A TRACE/FBI 失踪者を追え!2 #12（ジョー）
- エグザイル 戦慄の絆（マイク）
- エクスタント（ジョン・ウッズ〈ゴラン・ヴィシュニック〉）
- NCIS: ニューオーリンズ（ケイド・ラサール〈クレイン・クロフォード〉）
- エレメンタリー ホームズ&ワトソン in NY
  - シーズン1 #3（ロバート・カスティーリョ〈ヤンシー・アリアス〉）
  - シーズン4 #22（アーサー・テッチ〈ユル・ヴァスケス〉）
- 王女ピョンガン 月が浮かぶ川（コ・ウォンピョ〈イ・ヘヨン〉[105]）
- お金の化身（チ・セグァン〈パク・サンミン〉）
- 華麗なるペテン師たち（ミッキー・ストーン〈エイドリアン・レスター〉）
- キャッスル 〜ミステリー作家は事件がお好き
  - シーズン3 #8（ディーン・ドニゴール〈ジョン・パイパー＝ファーガソン〉）
  - シーズン4 #20（コリン・ハント警部補〈ブレット・タッカー〉）
- ギルモア・ガールズ（スチュワート・ウォルズ）
- クリミナル・マインド FBI行動分析課
  - シーズン4 #18, #25、シーズン5 #1, #9、シーズン9 #5（ジョージフォイエット / リーパー〈C・トーマス・ハウエル〉）
  - シーズン10 #11（カール）
- 検事プリンセス（ユン・セジュン〈ハン・ジョンス〉）
- コバート・アフェア シーズン2（デルガド）
- サイバー諜報員 〜インテリジェンス〜（ガブリエル・ヴォーン〈ジョシュ・ホロウェイ〉）
- ザ・スタンド （スチュー・レッドマン〈ジェームズ・マースデン〉）
- ザ・ブリッジ 〜国境に潜む闇（スティーヴン・リンダー〈トーマス・M・ライト〉）
- ザ・リターン（ピーター・ラティモア〈ジェレミー・シスト〉）
- サルベーション -地球の終焉-（ダリウス・タンズ〈サンティアゴ・カブレラ〉）
- CSI:12 科学捜査班（マクウェイド捜査官〈グラント・ショウ〉）
- CSI:マイアミ
  - シーズン5 #3（リー・チョイ〈サン・カン〉、ケヴィン・アイヴァーソン〈トッド・ウィリアムズ〉）
  - シーズン8（ジェシー・カルドーザ〈エディ・シブリアン〉）
  - シーズン10 #9（ダレン・リッグス〈デビッド・ムニエ〉）
- 恕の人 -孔子伝-
- JAILERS/ジェイラーズ（アドリアーノ〈ロドリゴ・ロンバーディ〉）
- SUITS/スーツ（トラヴィス・タナー〈エリック・クローズ〉）
- スーパーナチュラル（エドガー）
- SCORPION/スコーピオン
  - シーズン1 #20（ピケット連邦保安官〈ライアン・サンズ〉）
  - シーズン2 #10（マダキー大使の護衛1）、#21（シェーン・コープリー〈ショーン・キャメロン・マイケル）
- スリーピー・ホロウ シーズン4（マルコム・ドレイファス〈ジェレミー・デイビス〉）
- ダークエイジ・ロマン 大聖堂（グロスター）
- CHASE/逃亡者を追え!（ジミー・ゴッドフリー〈コール・ハウザー〉）
- チャームド 〜魔女3姉妹〜（ポール・ハース）
- THIS IS US/ディス・イズ・アス（ジャック・ピアソン〈マイロ・ヴィンティミリア〉）
- ディフェンダーズ 闘う弁護士（トニー）
- ドールハウス Dollhouse シーズン1 #10（ジャック・ダンストン〈イアン・アンソニー・デイル〉）
- 特殊能力捜査官 ペインキラー・ジェーン（Dr.ルイス）
- ニューハート（チェ・ガングク〈チョ・ジェヒョン〉）
- ノー・セカンドチャンス〜身代金の罠〜（リシャール・ミヨー〈パスカル・エルベ〉）
- バーン・ノーティス 元スパイの逆襲（ネイト・ウェスティン〈セス・ピーターソン〉）
- 法執行人: バス・リーブス（エサウ・ピアース〈バリー・ペッパー〉）
- ハリーズ・ロー 裏通り法律事務所（カールトン）
- HAWAII FIVE-0 シーズン2 #15（サル・ペインター〈テオ・ロッシ〉）
- 100日の郎君様（イ・ホ / 国王〈チョ・ハンチョル〉[106]）
- ビリオンズ（ボビー・アクセルロッド〈ダミアン・ルイス〉）
- ヒューマンズ（ジョー・ホーキンス〈トム・グッドマン＝ヒル〉）
- ヒューマンターゲット2 #7（ディエゴ・ガルシア〈ケヴィン・カザコフ〉）
- ピンピネロ: ブラッド＆オイル ～荒野の運び屋～（モイセス〈フアネス〉）
- ファインド・ミー 〜パリでタイムトラベル〜[107]
- ファンジニ（キム・ジョンハン〈キム・ジェウォン〉）
- ファンタスティック5 情熱のパラアスリート（リッカルド〈ラウル・ボヴァ〉）
- 4400 未知からの生還者（ベン）
- THE BLACKLIST/ブラックリスト（ドナルド・レスラー〈ディエゴ・クラテンホフ〉）
- プラハの恋人（チェ・サンヒョン〈キム・ジュヒョク〉）
- ボーンキッカーズ 考古学調査班（ベン〈エイドリアン・レスター〉）
- ボディ・オブ・プルーフ2 死体の証言（ブルックス）
- ボルジア家 愛と欲望の教皇一族
- ホワイトカラー　シーズン5 #1, #9（アンドリュー・ドーソン検事〈ビル・セイジ〉）
- マーサー教授の殺人事件簿（アレック・マーサー〈ジェシー・L・マーティン〉[108]）
- 魔術師 MERLIN（ランスロット〈サンティアゴ・カブレラ〉）
- マンダロリアン（ゴリアン・シャード〈ノンソー・アノジー〉）
- Mr.プランクトン（ジェグン〈チョ・ハンチョル〉）
- ミディアム6 霊能者アリソン・デュボア（ジェレミー・キアナン）
- メンタリスト シーズン3 #9, #10（回想シーン）（トッド・ジョンソン〈ジョシュ・ブラーテン〉）
- メントーズ世界の偉人からのメッセージ（若き日の祖父）
- UCアンダーカバー 特殊捜査班（ジェイク・ショー〈ジョン・セダ〉）
- ラスベガス（ジョナサン〈イアン・アンソニー・デイル〉）
- リンガー 〜2つの顔〜（タイラー・バレット〈ジャスティン・ブルーニング〉）
- レイ・ドノヴァン ザ・フィクサー（ブレンダン・“バンチー”・ドノヴァン〈ダッシュ・ミホク〉）
- ローマ警察殺人課アウレリオ・ゼン 3つの事件（アウレリオ・ゼン〈ルーファス・シーウェル〉）
- 私はラブ・リーガル
  - シーズン2 #10（トッド・プレンティス〈ブレナン・エリオット〉）
  - シーズン3 #2（ゲーリー・ライス〈ビクター・ウェブスター〉）
  - シーズン5 #13（ジェイコブ・ヨールディ〈ダグ・サヴァント〉）

#### アニメ
- シンドバッド 7つの海の伝説（プロテウス）

### ナレーション
- 大人の山歩き-自分に出会える百名山-（テレビ朝日）
- BS世界のドキュメンタリー「タリバン復権下の女性たち 潜入ルポ アフガニスタン」（2022年8月16日、NHK BS1）
- もしも建物が話せたら（WOWOW）
- 映画『グリーンランド -地球最後の2日間-』 15秒TVスポット[109]

### CM
- 綾鷹
- SUBARU世界遺産
- 「ブラック・ウィドウ」レガシー篇[110]

### その他コンテンツ
- ハーフ・ザ・スカイ ハリウッドにできること（ジョージ・クルーニー）

### シリーズ一覧
1. ↑  第2作『新テニスの王子様』（2012年）、第3作続編『新テニスの王子様 U-17 WORLD CUP SEMIFINAL』（2024年）
2. ↑  1st season（2023年）、2nd season（2025年）
3. ↑  『WORLD』（2011年）、『GENESIS』（2016年）